# Copa Campeonato 1910
La Copa Campeonato 1910 fu vinta dall'Alumni.

## Classifica finale
|    | Classifica finale    | Pti | G  | V  | N | P  | GF | GS | DR  |
| -- | -------------------- | --- | -- | -- | - | -- | -- | -- | --- |
| 1. | Alumni               | 25  | 16 | 10 | 5 | 1  | 42 | 13 | +29 |
| 2. | Porteño              | 21  | 16 | 8  | 5 | 3  | 33 | 25 | +8  |
| 3. | Belgrano Athletic    | 19  | 16 | 8  | 3 | 5  | 42 | 24 | +18 |
| 4. | Estudiantes (BA)     | 19  | 16 | 8  | 3 | 5  | 33 | 29 | +4  |
| 5. | San Isidro           | 18  | 16 | 6  | 6 | 4  | 30 | 27 | +3  |
| 6. | Gimnasia (BA)        | 15  | 16 | 5  | 5 | 6  | 29 | 25 | +4  |
| 7. | River Plate          | 12  | 16 | 4  | 4 | 8  | 27 | 37 | -10 |
| 8. | Quilmes              | 8   | 16 | 2  | 4 | 10 | 24 | 52 | -28 |
| 9. | Argentino de Quilmes | 7   | 16 | 2  | 3 | 11 | 21 | 49 | -28 |

## Classifica marcatori[1]
| Gol |  |  | Giocatore            | Squadra |
| --- |  |  | -------------------- | ------- |
| 16  |  |  | Arnold Watson Hutton | Alumni  |